# Daniel Finch (8. hrabia Winchilsea)
Daniel Finch, 8. hrabia Winchilsea i 3. hrabia Nottingham KG (ur. 24 maja 1689, zm. 2 sierpnia 1769) – brytyjski arystokrata i polityk.
Był najstarszym synem Daniela Fincha, 2. hrabiego Nottingham i Anne Hatton, córki 1. wicehrabiego Hatton. Od urodzenia nosił tytuł grzecznościowy „lorda Finch”. W 1710 r. został wybrany do Izby Gmin jako reprezentant okręgu Rutland. Po śmierci ojca w 1730 r. odziedziczył tytuły 8. hrabiego Winchilsea i 3. hrabiego Nottingham, i zasiadł w Izbie Lordów.
W życiu politycznym związał się z lordem Carteretem. W 1725 r. został kontrolerem Dworu Królewskiego. Kiedy Carteret odszedł z gabinetu w 1730 r., Winchilsea dołączył do skupionej wokół niego „opozycji patriotycznej”. Kiedy Carteret powrócił do wpływów po upadku Roberta Walpole’a w 1742 r., Winchilsea otrzymał stanowisko pierwszego lorda Admiralicji. Sprawował je do 1744 r., kiedy to ponownie znalazł się w opozycji. W 1739 r. był jednym z założycieli londyńskiego Foundling Hospital. W 1746 r., kiedy lord Bath podjął nieudaną próbę utworzenia rządu, Winchilsea na dwa dni ponownie stanął na czele Admiralicji.
Związawszy się w późniejszych latach ze stronnictwem księcia Newcastle powrócił na krótko do gabinetu w 1757 r. jako pierwszy lord Admiralicji. W latach 1765–1766 był Lordem Przewodniczącym Rady w gabinecie lorda Rockinghama. W 1752 r. został kawalerem Orderu Podwiązki.
Lord Winchilsea był dwukrotnie żonaty – z lady Frances Feilding (córką 4. hrabiego Denbigh) i Mary Palmer (córki sir Thomasa Palmera, 1. baroneta). Oba małżeństwa pozostały bezpotomne. Winchilsea zmarł w 1769 r. Tytuły parowskie odziedziczył jego bratanek George.